# Замок Споффорт
Замок Споффорт (англ. Spofforth Castle) — руины средневековой усадьбы с укреплениями в деревне Споффорт, Норт-Йоркшир, Англия. Замок был разрушен во время Английской революции и теперь является туристической достопримечательностью в ведении комиссии по охране культурного наследия English Heritage. Памятник архитектуры второй категории.
Замок Споффорт возведён Генри Перси, 1-м бароном Перси, в начале XIV века, когда ему выдали лицензию на укрепление усадьбы; последующие перестройки были сделаны в XIV и XV веках. В разрушенном состоянии до наших дней дошла лишь башня с залом. Восточная стена зала по большей части стоит на горном фундаменте. Сохранившийся первый этаж относится к началу XIV века, а второй этаж датируется XV веком и, вероятно, является результатом реставрации замка.
Поместья Перси, включая Споффорт, были конфискованы после восстания против короля Генриха IV в 1408 году и переданы сэру Томасу де Рокби. Позже Перси вернули свои владения, но затем снова утратили их в 1461 году, когда поддержали проигравшую сторону в Войне роз. Споффорт был в конечном итоге возвращён семье и управлялся стюардом до 1604 года. Его разрушили во время гражданской войны в Англии в 1642—1646 годах.
В 1924 году барон Ликонфилд передал замок государству, а комиссия English Heritage превратила его в туристическую достопримечательность.